# Дубай (летище)
Международно летище Дубай (DXB/OMDB) (на арабски: مطار دبي الدولي) е основното международно летище, обслужващо Дубай, Обединени арабски емирства.
То е най-натовареното летище в света по международен пътнически трафик,, третото по общ пътнически трафик в периода 2015 – 2018 година, шестото по товарен трафик, най-натовареното летище за движение на Еърбъс А380 и Боинг 777 и летището с най-висок среден брой пътници на полет. През 2017 г. през летището преминават 88 милиона пътници и 2,65 милиона тона товари, като са регистрирани 409 493 полета. През юли 2019 г. на Международно летище Дубай се инсталира най-голямата система за слънчева енергия в региона, като целта е да се намали с 30% енергийното потребление в града до 2030 г.
Международно летище Дубай е разположено в района Ал Гархуд, на 4,6 километра източно от Дубай и заема площ от 7 200 акра земя. Терминал 3 е втората по големина сграда в света по площ и най-големият летищен терминал в света.
Авиокомпания Емирейтс има хъб на Международно летище Дубай и собствен терминал (Терминал 3), който го споделя с Флайдубай. Хъбът на Емирейтс е най-големият хъб на авиокомпания в Близкия изток; Емирейтс обработва 51% от целия пътнически трафик и представлява приблизително 42% от всички движения на самолети на летището. Летището в Дубай също е база за нискотарифния превозвач flydubai, който обработва 13% от пътническия трафик и 25% от движението на самолети на летището. Летището има общ капацитет от 90 милиона пътници годишно. Към януари 2016 г. има над 7 700 седмични полети, извършвани от 140 авиокомпании до над 270 дестинации по цял свят.
Дубай Интернешънъл има важен принос за икономиката на Дубай, тъй като в него работят приблизително 90 000 души, и допринася над 26,7 милиарда щатски долара за икономиката, което представлява около 27 на сто от БВП на Дубай и 21% от заетостта в Дубай. Предвижда се, че до 2020 г. икономическият принос на авиационния сектор на Дубай ще нарасне до 37,5% от БВП на града, а до 2030 г. се очаква икономическото въздействие на авиацията да нарасне до 88,1 милиарда долара и да подпомогне 1,95 милиона работни места в Дубай или 44,7% от БВП и 35,1% от общата заетост.

## История
Историята на гражданската авиация в Дубай започва през юли 1937 г., когато е подписано споразумение за наемана на авиобаза за хидроплан на английската авиокомпания Империал, с месечен наем от 440 рупии, в които са включени заплатите на охранителите. Малко по-късно Empire Flying Boats открива търговски маршрути, осъществявайки редовни и чартърни полети между Карачи (Индия) и Саутхамптън (Англия). До февруари 1938 г. по този маршрут са извършвани четири полета седмично.

### Строителство
Строителството на летището е поръчано от шейха на Дубай Рашид бин Саид Ал Мактум през 1959 г. Официалното откриване е през 1960 г., като дължината на пистата е 1800 метра, направена от уплътнен пясък. Строителните дейности са извършени от английската компания Costain.
През май 1963 г. започва изграждането на асфалтова писта с дължина 2800 метра. Тази нова писта, заедно с първоначлната пясъчна писта и пътека за движение, отворена през май 1965 г., заедно с няколко нови разширения са добавени към сградата на терминала, издигнати хангари, инсталирани са летищни и навигационни уреди. Монтажът на осветителната система продължава след официалното откриване и е завършен през август същата година. През втората половина на 60-те години на миналия век са построени няколко разширения, модернизации на оборудването като всенасочен обхват и система за кацане, както и нови сгради. До 1969 г. летището се обслужва от 9 авиокомпании, обслужващи около 20 дестинации.

### Разширение
През 1998 г. е открит Терминал 2, като част от плана за развитие, а през 2004 г. започва строителството на Терминал 3, с приблизителни разходи от 4,55 милиарда долара. Завършването на строителството е планирано за 2006 г., но се забавя с две години.
На 20 декември 2018 г. летището посреща своя милиарден пътник.
През февруари 2019 г. Емирейтс подписва споразумение с Еърбъс за 40 самолета A330-900s и 30 A350-900s, като същевременно намалява поръчката си за A380; остава да бъдат доставени 14 A380s, след което Еърбъс прекратява производството на A380.

## Въздушен трафик
Основни авиокомпании, базирани на Международно летище Дубай
- Емирейтс е най-голямата компания, която оперира на летището, с над 200 самолета Еърбъс и Боинг, предоставящи редовни полети до Близкия Изток, Африка, Азия, Европа, Северна Америка, Южна Америка, Австралия и Нова Зеландия. Компанията работи на Терминал 3, който е специално построен за самолетите Еърбъс А380.[23]
- Емирейтс Скай Карго е дъщерно дружество на Емирейтс, което извършва редовни товарни услуги между Дубай и останалата част на света.[24]
- Флайдубай е нискотарифна авиокомпания, която експлоатира над 100 самолета за редовни пътнически полети от и до Дубай, до Близкия Изток, Африка, Европа и Южна Азия. Извършва полетите си от Терминал 2,[25] а от декември 2018 г. – от Терминал 3 за избрани дестинации.[26][27]

## В медиите
През 2013 г. Международно летище Дубай е представено в документалната поредиця Летището в Дубай, състояща се от 3 сезона по 10 епизода всеки, излъчена по Нешънъл Джиографик, продуцирана от Ароу Медия и Нешънъл Джиографик Ченълс Интернешънъл. Поредицата се фокусира върху ежедневните дейности на летището. Първият сезон е от 2013 г., вторият – от 2014 г., а третият – от 2015 г.